# التويزة
التويزة أو تيويزا (بالأمازيغية: ثويزي) ومعناها التعاون هي موروث ثقافي مغاربي تُجمع فيه وتتعاون جماعة من المجتمع أو القرية من أجل المساهمة في إنجاز عمل خير أو مساعدة محتاجين أو فقراء أو بناء منزل لشخص أو مسجد أو جني حقول القمح وأشجار الزيتون.